# کازوتو تسویوکی
کازوتو تسویوکی (انگلیسی: Kazuto Tsuyuki؛ زادهٔ ۱۴ اوت ۱۹۸۴) بازیکن فوتبال اهل ژاپن است.
از باشگاه‌هایی که در آن بازی کرده‌است می‌توان به باشگاه فوتبال ناگویا گرامپوس اشاره کرد.